# Paralimnophila (Paralimnophila) diffusior
Paralimnophila (Paralimnophila) diffusior is een tweevleugelige uit de familie steltmuggen (Limoniidae). De soort komt voor in het Neotropisch gebied.